# Prokariotska replikacija DNK
Prokariotska replikacija DNK je bidirekciona i započinje u centru replikacije (OriC).

## Inicijacija
Inicijaciju DNK replikacije posreduje DnaA, protein koji se vezuje za region centra replikacije poznat kao DnaA kutija. Kod E. coli postoji pet DnaA kutija, svaka od kojih sadrži devet visoko konzerviranih baznih parova, konsenzus sekvencu . Posledica vezivanja DnaA za taj region je da DNK postaje negativno supernamotana. Nakon toga, regioni OriC ispred DnaA kutija (poznati kao DnaB kutije) se otapaju. Postoje tri takva regiona, i svaki je dugačak 13 baznih parova, i bogat AT parovima (što olakšava topljenje jer je manje energije potrebno za razlaganje dve vodonične veze. Taj region ima konsensus sekvencu . Za rastapanje DnaB kutija je neophodan adenozin trifosfat (koji hidrolizuje DnaA). Nakon rastapanja, DnaA regrutuje heksamernu helikazu (šest DnaB proteina) na suprotne krajeve rastopljene DNK. Na tom mestu se formira replikaciona viljuška. Za regrutovanje helikaze je neohodno šest DnaC proteina, svaki od kojih se vezuje za jednu podjedinicu helikaze. Nakon formiranja tog kompleksa, dodatnih pet DnaA proteina se vezuje. DnaC se zatim odvaja, i kompleks je kompletan. Da bi se DNK replikacija nastavila potreban je jednolančani protein koji sprečava jednolančane DNK lance da formiraju sekundarnu strukturu, kao i za sprečavanje njihovog ponovnog međusobnog sparivanja. DNK giraza je potrebna da bi se umanjio stres uzrokovan formiranjem negativnih supernamotaja formiranih posredstvom  helikaze. Odmotavanje DNK DnaB helikazom omogućava primazi (DnaG) polimerazi da formira prajmer na svakom DNK templetu tako da DNK sinteza može da počne.

## Elongacija
Nakon formiranja prajmera, DNA polimeraza III holoenzim započinje replikaciju DNK. NJen katalitički mehanizam obuhvata upotrebu dva metalna jona u aktivnom mestu. Ovaj enzim ima sposobnost razlikovanja dezoksiribonukleotida i ribonukleotida. Metalni joni su generalno divalentni katjoni koji pomažu 3' OH da inicira nukleofilni napad na alfa fosfat dezoksiribonukleotida i da orijentiše i stabilizuje negativno naelektrisani trifosfat na dezoksiribonukleotidu. Nukleofilni napad 3' OH-a na alfa fosfat oslobađa pirofosfat, koji se naknadno hidrolizuje (neorganskom fosfatazom) u dva fosfata. Ova hidroliza završava sintezu DNK.

## Terminacija
Terminacija replikacije DNK kod Ešerihije koli se obavlja putem upotrebe terminacionih sekvenci i Tus proteina. Te sekvence omogućavaju da dve replikacione viljuške idu samo u jednom pravcu. Replikacija DNK inicijalno proizvodi dva povezana kružna DNK dupleksa, svaki od kojih se sastoji od jednog roditeljskog lanca i novoformiranog lanca. Kod Ešerihije koli topoizomeraza IV razdvaja kružne DNK duplekse.

## Regulacija
Regulacija replikacije DNK se ostvaruje putem nekoliko mehanizama. Faktori koji uslovljavaju mehanizam su odnos ATP-a i ADP-a, broj DnaA kutija, i hemimetilacija i sekvestracija OriC-a.
Odnos ATP-a i ADP-a daje indikaciju da je ćelija dostigla specifičnu veličinu i da je spremna za deobu. Ovaj „signal“ se javlja zato što u bogatom medijumu, ćelija brzo raste i dostupna joj je suvišna DNK.
DnaA se vezuje jednako dobro za ATP i ADP, ali samo DnaA-ATP kompleks ima sposobnost iniciranja replikacije. U brzo rastućoj ćeliji, prisutno je više DnaA-ATP-a nego DnaA-ADP-a. Pošto su nivoi DnaA-a stogo ograničeni, i 5 DnaA-DnaA dimeri su potrebni za iniciranje replikacije, odnos DnaA prema broju DnaA kutija u ćeliji je važan. Nakon završetka replikacije DNK, ovaj broj se prepolovljava, tako da se replikacija DNK ne može javiti dok se nivoi DnaA proteina ne povise.
DNK se sekvestrira proteinom koji je vezan za membranu pod imenom SeqA. Ovaj protein se vezuje za hemi-metilisane GATC DNK sekvence. Te sekvence sa četiri para baza se javljaju 11 puta u OriC. Novo sintetisana DNK ima samo svoju roditeljski lanac metilisan. DAM metiltransferaza metiliše novi DNK lanac samo ako nije vezan za SeqA. Važnost hemi-metilacije je dvostruka. Prvo, OriC postaje nedostupan za DnaA, i drugo, DnaA se bolje vezuje za potpuno metilisanu DNK nego za hemi-metilisanu DNK.
Ovi mehanizmi sprečavaju replikaciju DNK, tako da se ona javlja samo jednom u toku ćelijskog ciklusa, čime se sprečava prekomerna replikacija DNK.